# Bourneotrochus stellulatus
Bourneotrochus stellulatus är en korallart som först beskrevs av Stephen D. Cairns 1984.  Bourneotrochus stellulatus ingår i släktet Bourneotrochus och familjen Caryophylliidae. Inga underarter finns listade i Catalogue of Life.